# Gudžaratski jezik
Gudžaratski jezik  (ISO 639-3: guj), indoarijski jezik uže istoimene gudžaratske podskupine, kojim govori 46 493 990 ljudi, od čega 45 500 000 u Indiji (1997.), 250 000 u Tanzaniji (Johnstone 1993.), 147 000 u Ugandi (1986.), 12 000 u Zambiji (1985. IEM), 50 000 u Keniji (1995. SIL), Singapuru 800 (1985.) i Pakistanu
U Indiji je jedan od službenih jezika. Ima brojne dijalekte a njime se služe i Memoni u Karachiju, Hyderabadu, Sukkuru, i drugim dijelovima Pakistana. Piše se vlastitim gudžaratskim pismom.

## Vanjske poveznice
- Ethnologue (14th)
- Ethnologue (15th)